# 어니 허
어니 허(Ahney Her, 본명: Whitney Cua Her, 1992년 7월 13일 ~ )는 미국의 배우이다.
동아시아 소수민족인 묘족 출신이며, 랜싱에서 태어났다.

## 영화
- 그랜 토리노 (2008) - 수 로어 역
- 나이트 클럽 (2011, Night Club) - 니키 역